# Опрокинутый сосуд
«Опрокинутый сосуд» (англ. The Upturned Glass) — британский детективный триллер режиссёра Лоуренса Хантингтона, который вышел на экраны в 1947 году.
Фильм рассказывает о талантливом лондонском нейрохирурге Майкле Джойсе (Джеймс Мэйсон), у которого начинается платонический роман с матерью его юной пациентки Эммой Райт (Розамунд Джон). Так как оба состоят в браке, через некоторое время они решают перестать встречаться. Вскоре Майкл узнаёт, что Эмма погибла, выпав из окна своего дома. Он не верит в заключение коронера, что это был несчастный случай, и решает самостоятельно разобраться в этом деле. Заподозрив Кейт Ховард (Памела Мэйсон), невестку Эммы, в причастности к её смерти, Майкл сближается с ней, одновременно выясняя у знающих её людей, что Кейт завидовала Эмме и стремилась добраться до её денег. Майкл вывозит Кейт в дом Эммы, где в напряжённой сцене добивается от неё признания, что она шантажировала Эмму отношениями с Майклом, что и привело к самоубийству. Майкл выталкивает Кейт в то же окно, из которого выпала Эмма, а затем вывозит её тело на автомобиле. По дороге Майкл сталкивается с местным врачом, исповедующим довольно циничные взгляды на свою профессию, который убеждает Майкла, что тот ненормальный, так как помогает больным не ради пользы им, а из профессиональной одержимости и тщеславия. В состоянии душевного смятения Майкл подъезжает к обрыву и бросается вниз, разбиваясь насмерть.
Критики в основном позитивно оценили фильм, высоко оценив увлекательный, хотя и малоправдоподобный сценарий, напряжённое развитие действие, а также увлекательную актёрскую игру Джеймса Мэйсона и других актёров.

## Сюжет
Лондонский нейрохирург Майкл Джойс (Джеймс Мэйсон) считается одним из лучших специалистов в своей области, всё своё время он посвящает работе. Короткие промежутки отдыха он уделяет своему главному хобби — музыке. Жена Майкла живёт отдельно от него, и их практически ничего не связывает. Однажды на приём к Майклу приходит привлекательная молодая Эмма Райт (Розамунд Джон), которая приводит свою дочь Энн (Энн Стивенс). Энн грозит слепота из-за постороннего предмета, попавшего в мозг. Майкл успешно делает Энн операцию, и вскоре девочка идёт на поправку. Пока Энн восстанавливается в клинике, Майкл и Эмма начинают часто встречаться, тем более, что их объединяет общий интерес к музыке. Вскоре между ними вспыхивают чувства, и они объясняются друг другу в любви. Муж Эммы, работающий геологом, возвращается из длительной командировки, и им становится трудно встречаться. Понимая, что оба связаны семейными узами, Майкл и Эмма решают прекратить встречаться.
Некоторое время спустя Майкл узнаёт, что Эмма погибла, выпав из окна спальни своего загородного особняка. Майкл приходит на заседание коронерского суда, где дают показания Энн и невестка Эммы, Кейт Ховард (Памела Мэйсон), которая сообщает, что Эмма страдала от страха высоты. Затем Майкл видит, как Энн после кивка Кейт заявляет, что не была с матерью перед её гибелью. В итоге коронерский суд признаёт гибель Эммы несчастным случаем. У Майкла возникают подозрения в верности такого решения, и он хочет поговорить с Кейт ещё раз. В своём номере в отеле «Аркадия» Кейт как раз закатывает вечеринку, в ходе которой Майкл знаеомится с Кейт и приглашает её в ресторан. Поскольку она молодая бездетная вдова и падка на мужское внимание, то сразу же соглашается. Затем Майкл едет в дом Эммы, смотритель которого Клэй (Морлэнд Грэм) убеждён, что это Кейт убила Эмму. По его словам, Кейт — это алчная, завистливая и эгоистичная женщина. После смерти Эммы она выставила дом на продажу, а Энн отправила к бабушке в Портсмут. Майкл начинает встречаться с Кейт, выясняя, что та как-то подслушала телефонный разговор Эммы и поняла, что у той есть любовник, но так и не узнала его имя. Майкл начинает подозревать, что Кейт могла шантажировать Эмму. Встретившись с Энн, Майкл узнаёт, что та на коронерском суде сказала неправду. Энн признаётся, что в вечер трагедии она пришла к маме, встретив у дверей Кейт, которая наговорила ей об Эмме много гадостей. Затем вышла Эмма, которая пожелала дочери спокойной ночи, после чего Эмма и Кейт продолжили ругаться.
Окончательно заключив для себя, что Кейт виновна в гибели Эммы, Майкл заманивает её в загородный дом Эммы, где выталкивает её из того же окна, из которого выпала Эмма. Подобрав тело мёртвой Кейт, он укладывает его на заднее сидение своего автомобиля и уезжает, намереваясь сбросить его с морского обрыва. В тумане на просёлочной дороге Майкл встречает местного врача доктора Фаррелла (Брефни О’Рорк), который едет по вызову в дом к умирающей 12-летней девочке. Доктор рассказывает, что девочка получила в автоаварии серьёзную травму головы и сейчас балансирует на грани жизни и смерти. По дороге доктор сообщает, что скорая помощь к девочке уже не успеет, и без срочной операции она скорее всего умрёт. Доктор Фаррелл даже не хочет браться за лечение, чтобы потом не давать объяснений по поводу своих действий, и просит Майкла пройти в дом вместе с ним, чтобы вдвоём сообщить родственникам о смерти девочки. Осмотрев девочку, Майкл решает, что её можно спасти, и прямо в комнате делает ей операцию. Вскоре девочка приходит в себя.
Перед отъездом Майкла доктор Фаррелл обвиняет его в том, что тот берётся лечить почти безнадёжных пациентов не из любви к ним, а из тщеславия. Он приносит меньше пользы, чем любой нормальный врач. И вообще он слишком одержим своей миссией, и потому сумасшедший. Продолжив свой путь к морю с телом Кейт, Майкл задумывается над тем, что он действительно «не совсем в своём уме» и, вероятно, не является столь полезным членом общества, как всегда считал. Он выходит на край обрыва и смотрит вниз, на море, а затем, как и в случае с Эммой и Кейт, падает вниз навстречу собственной смерти.

## В ролях
- Джеймс Мэйсон — Майкл Джойс
- Розамунд Джон — Эмма Райт
- Памела Мэйсон (в титрах - Памела Келлино) — Кейт Ховард
- Энн Стивенс — Энн Райт
- Морлэнд Грэм — Клэй
- Брефни О’Рорк — доктор Фаррелл
- Генри Оскар — коронер
- Джейн Хилтон — мисс Марш
- Шейла Хантингтон — первая студентка
- Сьюзан Шоу — вторая студентка
- Питер Коутс — студент

## История создания фильма
В середине 1940-х годов Джеймс Мэйсон был крупнейшей звездой британских фильмов, добившись успеха в таких фильмах, как «Они были сёстрами» (1945), «Седьмая вуаль» (1945) и «Злая леди» (1945). Мейсон и его жена Памела Мэйсон (которая в то время носила фамилию Келлино) изначально планировали снять фильм о семье Бронте под названием «Опрокинутый сосуд», сценарий к которому написала Памела, а Джеймс должен был исполнить главную роль Бренуэлла Бронте. Они отказались от этой идеи, узнав что в Голливуде на эту тему уже делается фильм «Преданность» (1946). Вместо этого они разработали идею психологического триллера под тем же названием, в котором супруги Мэйсоны должны были сыграть главные роли. Фильм был основан на рассказе американского военнослужащего Джно. П. Монахэна (англ. Jno. P. Monaghan), с которым Мэйсоны подружились во время поездки по США в качестве представителей Американского Красного Креста. Келлино и Монахэн работали над этой историей вместе, и Монахэн даже появился в фильме в небольшой роли американского военного водителя грузовика.
В первоначальном проекте сценария Мэйсон должен был сыграть детектива, а действие фильма должно было быть сосредоточено на школьной учительнице. Однако после того, как Мэйсону не удалось договориться с нужными ему актрисами, Селией Джонсон и Филлис Калверт, сценарий был переписан.
Хотя новый сценарий не имел ничего общего с предыдущим проектом, Мэйсоны решили сохранить название «Опрокинутый сосуд», которое уже получило широкую огласку в прессе. Джеймс Мэйсон выступил сопродюсером фильма вместе с Сидни Боксом, с которым он ранее работал над фильмом «Седьмая вуаль», получившим «Оскар» за лучший сценарий. За свою работу над «Опрокинутым сосудом» Мейсон, который в то время обладал «огромной притягательной силой», получил сумму, эквивалентную 240 тысячам долларов США, плюс процент от прибыли.
О проекте было объявлено в феврале 1946 года. Первоначально в нём должны были сниматься Памела Мэйсон, Розамунд Джон и Роберт Ньютон. Так как Ньютон не смог принять участие в картине, после съёмок в фильме «Выбывший из игры» (1947) Мейсон отказался от съёмок в следующем фильме «Голодная гора» (1947), где должен был сыграть по контракту с Rank, чтобы сыграть в этом фильме.
Мэйсон стал не только исполнителем главной роли, но и закадровым рассказчиком, а также продюсером картины вместе с Сидни Боксом. Жена Мэйсона Памела (в тот она носила фамилию Келлино) стала соавтором сценария и исполнительницей главной женской роли.
Основные съёмки фильма проходили на студии Gainsborough Studios в Ислингтоне, Лондон, Великобритания, и на Riverside Studios, Хаммерсмит, Лондон. Натурные съёмки в церкви проходили в деревне Фристон (англ. Friston), а финальная сцена снималась в Бичи-Хэде в Восточном Суссексе.
Премьера фильма состоялась в Лондоне 23 июня 1947 года, в широкий прокат в Великобритании фильм вышел 1 августа 1947 года. Премьера фильма в Нью-Йорке прошла 4 ноября 1947 года.
Фильм обошелся в 196 000 фунтов стерлингов, а объявленная прибыль составила 45 800 фунтов стерлингов.

## Оценка фильма критикой
Британский журнал The Monthly Film Bulletin в своей рецензии, в частности написал: «После довольно затянутого начала, в котором фанаты Мэйсона получают его в большом количестве, история стремительно развивается, переходя к грандиозной, захватывающей, стремительной развязке. Безупречных преступлений, как утверждается в фильме, просто не существует, а когда вмешивается паранойя, надежды нет. Даже сельский врач и студент-медик ставят диагнозы лучше, чем подготовленный, опытный специалист, и, как метко подметил студент, параноик должен кому-то об этом рассказать».
В книге British Sound Films: The Studio Years 1928—1959 критик Дэвид Куинлан оценил фильм как «хороший психологический триллер с харизматичной игрой исполнителя главной роли».
В книге The Radio Times Guide to Films было отмечено: «В своем последнем британском фильме перед тем, как отправиться в Голливуд, Джеймс Мэйсон вернулся к своему мрачному и задумчивому образу, который женская аудитория обожала по фильмам „Седьмая вуаль“ и „Выбывший из игры“ (1947). … Фильм сильно надуман, но игра Мэйсона и режиссёрское чутьё Лоуренса Хантингтона не дают вам оторваться от просмотра».
Как написал историк кино Джереми Арнольд, «хотя поначалу фильм выглядит чересчур методичным и порой медлительным, он поддерживает на всём протяжении значительный интерес». Как далее отмечает критик, «в конце второго акта истории нас ждёт восхитительный поворот сюжета,… а последние полчаса настолько же завораживают и захватывают дух, насколько и непредсказуемы. Фильм затрагивает темы психологии и психических заболеваний в провокационной и стимулирующей манере, одновременно погружая нас в суть персонажа Мэйсона». По мнению Арнольда, «Мейсон, как всегда, великолепен, играя ещё одну вариацию на тему неоднозначного персонажа, который у него получался лучше всего — злодейского, но в то же время чувствительного, утончённого и страдающего».
Историк кино Дерек Виннерт пришёл к выводу, что это «блестящий британский черно-белый фильм нуар… Это скромный, достаточно непримечательный криминальный триллер, но в нём царит напряжённая атмосфера и есть несколько по-настоящему жутких моментов, особенно ближе к финалу, а притягательный Мэйсон держит все это на уровне, возглавляя хороший актёрский состав».
По словам кинокритика Денниса Шварца, это «мрачный малобюджетный психологический триллер, который не производит особого впечатления до самой кульминации. Лоуренс Хантингтон — режиссер непримечательный, но, похоже, его вдохновил фильм „Заворожённый“ (1945) Альфреда Хичкока». Как далее пишет критик, «медленно развивающаяся мелодрама перегружена флешбэками, невероятными сюжетными ходами (хирург-убийца в начале фильма читает лекцию в качестве эксперта по криминологии, а тема лекции — реальное убийство, которое он же и собирается совершить) и неподходящим названием». По мнению Шварца, сильная сторона картины в том, «что психологический срыв кажется искренним, а Мэйсон, в своей обычной интеллигентной манере играет такого неоднозначного персонажа».